# Habrosynilema mirabilis
Habrosynilema mirabilis is een vlinder uit de familie van de spinneruilen (Erebidae). De wetenschappelijke naam van deze soort werd voor het eerst voorgesteld als Teracotona mirabilis door Max Bartel in een publicatie uit 1903.
Deze soort komt voor in Kenia en Malawi.